# Isostola rhodobroncha
Isostola rhodobroncha är en fjärilsart som beskrevs av Felder 1874. Isostola rhodobroncha ingår i släktet Isostola och familjen björnspinnare. Inga underarter finns listade i Catalogue of Life.